# Игрок (фильм, 1992)
«Игро́к» (англ. The Player) — американский художественный фильм в жанре «чёрной комедии», снятый в 1992 году режиссёром Робертом Олтменом. Сценарий написал Майкл Толкин по мотивам собственного романа 1988 года. Главную роль исполнил Тим Роббинс.
В картине имеется множество отсылок на голливудские фильмы. Режиссёр Олтмен заявил, что этот фильм никого не оскорбляет и определил его жанр как «очень мягкую сатиру».

## Сюжет
Гриффин Милл — крупный чиновник голливудской киностудии, наделённый правом решать, какой из предлагаемых сценариев запустить в производство. У него сотни врагов, потому что большинству проектов он вынужден говорить «нет». Его положение на студии ставится под угрозу с приходом нового управляющего — Ларри Леви. Милл также получает письма с угрозами, предположительно от сценариста, чьи работы он отверг — Дэвида Кахейна. Подруга Кахейна, художница-авангардистка Джун Гудмундсдоттир, рассказывает Миллу, что Дэвид находится в кинотеатре в Пасадене. Милл находит Кахейна и, притворившись заинтересованным, предлагает ему заключить контракт на его сценарий, надеясь, что это положит конец угрозам. Они идут в бар, где Кахейн напивается и отвергает предложение Милла, называя его лжецом и издеваясь над его работой в студии. Милл выходит из себя и устраивает драку на стоянке, а потом топит Дэвида в луже, обставляя всё как несчастный случай.
На следующий день Милл опаздывает, столкнувшись с начальником службы безопасности — Уолтером Штакелем, тот рассказывает ему об убийстве и говорит, что полиция знает, что он был последним, кто видел Кахейна живым. Милл получает очередное письмо с угрозами и понимает, что убил не того человека.
Гриффин посещает похороны Кахейна, где беседует с Джун. Детективы Эйвери и Делонгпре подозревают, что Милл виновен в убийстве. Милл получает ещё одно письмо с предложением встретиться в баре отеля. Он приходит на встречу и ждёт, но с ним вдруг заговаривают двое сценаристов: Том Оукли и Энди Сивелла, и поскольку Милл не один, преследователь не появляется. Вернувшись в свою машину, он получает письмо, в котором ему советуют заглянуть под плащ. Там он обнаруживает живую гремучую змею и в ужасе убивает её своим зонтиком.
Милл рассказывает об этой ситуации Джун и говорит, что этот опыт заставил его понять, что он испытывает к ней чувства. Опасаясь, что Ларри Леви продолжит посягать на его работу, Милл предлагает двум руководителям передать работу над сценарием одного фильма, убеждая Леви, что картина станет претендентом на Оскар. План Милла состоит в том, чтобы фильм Леви провалился в прокате, но в последний момент Гриффин вмешивается, предлагая некоторые изменения, чтобы спасти кассу фильма. После он убеждает Бонни уехать в Нью-Йорк и начать работать в студийном бизнесе.
В июне Гриффин отправляется на курорт в спа-центр «Desert Hot Springs». Там Милл и Джун занимаются любовью, он признаётся ей в убийстве Кахейна, она отвечает, что всё равно любит его. Адвокат Милла сообщает ему, что руководитель студии Джоэл Левисон уволен, а полиция Пасадены хочет, чтобы Милл участвовал в расследовании. Свидетель не смог опознать его.
Год спустя работники студии следят за фильмом Ларри Леви с новым напряжённым голливудским финалом и знаменитыми актерами в главных ролях. План Милла по спасению фильма сработал, поэтому он возглавляет студию. Леви звонит Гриффину и предлагает выслушать заявку от сценариста. Тот признаётся, что именно он был таинственным преследователем, а теперь предлагает идею для сюжета нового фильма: о руководителе студии, который убивает сценариста и избегает наказания. Впечатлённый Гриффин соглашается, выдвигая условие: у фильма будет счастливый конец, в котором руководитель ведёт счастливую совместную жизнь со вдовой сценариста.

## В ролях
- Тим Роббинс — Гриффин Милл
- Грета Скакки — Джун Гудмундсдоттир
- Фред Уорд — Уолтер Штукель
- Вупи Голдберг — детектив Сьюзан Эйвери
- Питер Галлахер — Ларри Леви
- Брайон Джеймс — Джоэль Левисон
- Синтия Стивенсон — Бонни Шероу
- Винсент Д’Онофрио — Дэвид Кахейн
- Дин Стоквелл — Энди Сивелла
- Ричард Э. Грант — Том Окли
- Сидни Поллак — Дик Меллон
- Лайл Ловетт — детектив Пол Делонпре
- Дина Меррилл — Силия
- Джина Гершон — Уитни Герш
- Джереми Пивен — Стив Ривз

В роли самих себя: Гарри Беллафонте, Роберт Вагнер, Тери Гарр, Скотт Гленн, Джефф Голдблюм, Эллиотт Гулд, Джон Кьюсак, Роберт Кэррадайн, Джек Леммон, Малкольм Макдауэлл, Энди Макдауэлл, Ник Нолти, Рене Обержонуа, Бёрт Рейнольдс, Джулия Робертс, Сьюзан Сарандон, Род Стайгер, Лили Томлин, Брюс Уиллис, Питер Фальк, Анджелика Хьюстон, Шер и др.

## Производство
У Олтмана были проблемы с голливудской студийной системой в 1970-х годах. С фильмом «Игрок» режиссер вернулся к созданию картин в Голливуде. Это положило начало новому периоду кинопроизводства для Олтмана, который продолжил адаптацию новелл Рэймонда Карвера, «Short Cuts» (1993).
Олтмана хвалили за интимную сцену, в которой Тима Роббинса и Грету Скакки снимали снизу вверх. Позже Скакки утверждала, что режиссер хотел полностью обнаженную сцену, актриса категорически отказалась.

## Критика
На сайте Rotten Tomatoes фильм имеет рейтинг одобрения 97 %, основанный на 67 рецензиях критиков, со средним рейтингом 8,7 из 10. Критический консенсус сайта гласит: «Сдержанно циничный, не поддавшийся горечи, „Игрок“ — одна из величайших голливудских сатир всех времен — вершина творчества Олтмана». На сайте Metacritic картина набрала 86 баллов из 100, основанная на 20 отзывах, что указывает на «всеобщее признание».
Роджер Эберт дал фильму 4 звезды из 4 и назвал его «умным и забавным». Эберт заявил: «Фильм вышел в правильное время. После скандалов с сбережениями и займами, после Майкла Милкена, после ненужных налогов и украденных пенсий, вот фильм, который использует Голливуд, в качестве метафоры для алчности 1980-х. Этот фильм такой каким должен был стать „Костер тщеславия“».
Винсент Кэнби из The New York Times писал: «Роберт Олтман никуда не уезжал. Тем не менее, его новая голливудская сатира настолько интересна, так легкомысленна и так гениально непочтительна, что, кажется, объявляет о возвращении великого режиссера, чей „Нэшвилл“ остается классикой кино 1970-х годов».

## Награды и номинации
- 1993 — три номинации на премию «Оскар»: лучший режиссёр (Роберт Олтмен), лучший адаптированный сценарий (Майкл Толкин), лучший монтаж (Джеральдин Перони)
- 1993 — две премии «Золотой глобус»: лучший фильм — комедия или мюзикл, лучшая мужская роль — комедия или мюзикл (Тим Роббинс), а также 2 номинации: лучший режиссёр (Роберт Олтмен), лучший сценарий (Майкл Толкин)
- 1993 — две премии BAFTA: лучший режиссёр (Роберт Олтмен), лучший адаптированный сценарий (Майкл Толкин), а также 3 номинации: лучший фильм, лучшая мужская роль (Тим Роббинс), лучший монтаж (Джеральдин Перони)
- 1993 — премия Гильдии сценаристов США за лучший адаптированный сценарий (Майкл Толкин)
- 1993 — премия Эдгара Аллана По за лучший фильм
- 1993 — номинация на премию «Сезар» за лучший иностранный фильм
- 1992 — попадание в десятку лучших фильмов года по версии Национального совета кинокритиков США
- 1992 — две премии Каннского кинофестиваля: лучший режиссёр (Роберт Олтмен), лучшая мужская роль (Тим Роббинс), а также номинация на Золотую пальмовую ветвь